# Strana obrody (Moldavsko)
Strana obrody (rumunsky Partidul „Renaștere") je moldavská proruská strana.

## Přehled
Zakládající sjezd strany se konal 29. října 2011 a předsedou strany byl zvolen Vadim Mişin, spolupředsedou bývalý moldavský premiér Vasile Tarlev a místopředsedou Oleg Babenco. Sjezdu se zúčastnilo 212 delegátů z 28 moldavských okresů. Po Mișinově smrti v roce 2016 se předsedou strany stal jeho syn Serghei Mișin.
Dne 22. března 2023 vstoupili do strany bývalí poslanci PSRM Alexandr Nesterovschi, Irina Lozovanová, Vasile Bolea a Alexandr Suhodolschi. Bolea prohlásil, že strana prosazuje hodnoty pravoslaví, tradicionalismu, moldavského nacionalismu a že se chce stát největší levicovou silou Moldavska. Strana také chce, aby se ruština stala jedním z úředních jazyků Moldavska. Přibližně od této doby je považována za satelitní stranu strany Șora.

## Významní členové
- Vadim Mișin
- Vasile Tarlev